# Teatro Popular do SESI
O Teatro Popular do SESI - TPS - foi uma companhia de teatro popular brasileira da cidade de São Paulo que existiu entre os anos de 1962 a 1993, proposta, organizada e dirigida por Osmar Rodrigues Cruz. O TPS, inicialmente um teatro experimental,  teve como principal objetivo levar o teatro gratuitamente aos trabalhadores da indústria da cidade de São Paulo, inspirada no modelo do Théatre National Populaire do diretor francês Jean Vilar. É a companhia de teatro popular profissional com a mais longa existência em todo o mundo.
Inicialmente o TPS apresentava seus espetáculos no Bom Retiro, no Teatro da Associação Israelita do Brasil, o  TAIB, mudando-se em 1977 para a Avenida Paulista, no novo prédio da  FIESP. Após a aposentadoria de seu fundador, em 1992, a sala de espetáculos onde se apresentavam recebe o nome da companhia que o abrigou desde 1977 e de seu fundador, encerrando, ao mesmo tempo, as atividades do TPS como companhia permanente de teatro popular. O Teatro Popular do SESI (teatro) passa a ser palco de atividades de diferentes encenadores convidados pelo SESI a dirigirem seus espetáculos naquela casa.

## Antecedentes
É curioso perceber que no mesmo ano (1948) em que o industrial paulista Franco Zampari fundava o TBC – Teatro Brasileiro de Comédia, o Serviço Social da Indústria (SESI) passava a incentivar a prática teatral dentro das indústrias. Também é interessante notar que, enquanto o primeiro trazia à cena superproduções dirigidas à burguesia paulista, o segundo tinha a incumbência de criar espetáculos com operários em seus elencos e apresentá-los gratuitamente.
Nicanor Miranda, crítico e jornalista do jornal o Diário de São Paulo, foi idealizador do programa com operários, e o primeiro a cuidar do setor até 1955. Eram fundamentalmente atividades amadoras, com textos de Martins Penna e Viriato Corrêa. Osmar Rodrigues Cruz o sucedeu na direção do Serviço de Teatro do SESI de 1955 até 1991. É importante que se mencione que Nicanor Miranda também foi um dos fundadores do Teatro Brasileiro de Comédia.
Um dos encenadores (na época o termo usado era ensaiador) contratados para a tarefa de dirigir grupos na indústrias foi Osmar Rodrigues Cruz, que passou a dirigir um grupo na Rhodia, no município industrial paulista de Santo André, em 1951. No ano de 1957, a visita do Thèâtre National Populaire (TNP) e o pensamento do seu produtor e diretor teatral, o francês Jean Vilar influenciaram fortemente Osmar Rodrigues Cruz.
A palestra proferida por Villar no Teatro de Arena de São Paulo, intitulada "...Significado do Popular", estimulou Osmar a propor ao SESI um plano para a organização de uma companhia estável, cuja função seria montar espetáculos voltados ao gosto e às necessidades culturais do operariado paulista. A estréia do então chamado Teatro Experimental do SESI se deu em 30 de janeiro de 1959, no Teatro João Caetano, com Amar e Curar-se, de Thornton Wilder e O Homem de Flor na Boca, de Pirandello. Mas a temporada oficial, no mesmo teatro, se deu no ano de 1959, com o espetáculo A Torre em Concurso, de Joaquim Manuel de Macedo.
minha jolonga
Experimental do SESI era um elenco de caráter amador e o sucesso dessa e das produções seguintes levaram a diretoria da instituição a considerar a possibilidade de dar ao elenco e à iniciativa garantias mais perenes, profissionalizando-o. Desse modo, foi fundado o Teatro Popular do SESI, em 1963, a partir de duas premissas do plano de Osmar: "ingresso gratuito e elevado teor artístico nas realizações".

## Fundação
A chamada "Fase Osmar" incluiu encenações das mais variadas, desde alguns textos clássicos até outros encomendados especialmente para a companhia, ou adaptados da literatura universal. Até 1977, o elenco do Teatro Popular do SESI - TPS apresentava-se em salas alugadas por temporada, como o Teatro da Associação Israelita do Brasil (TAIB), no bairro do Bom Retiro, onde apresentou a maioria de seus espetáculo. A partir de 1977 passou a contar com uma sala própria no prédio da FIESP, situado à Av. Paulista, que hoje leva o  nome da companhia e de seu fundador. É ainda nesta fase que também são criados espetáculos para viajar, nas populares Caravanas do SESI pelo interior paulista. Nesta fase a maioria das montagens eram executadas sob a batuta de Osmar Rodrigues Cruz, que se aposentou em 1993. Era uma companhia que contava principalmente com os mesmos atores, entre eles Ruthnéa de Moraes e Nize Silva, mas que trazia atores convidados para seus espetáculos, como Cláudio Correa e Castro e Antonio Fagundes.

### Espetáculos
- 1963 Cidade Assassinada, de Antônio Callado
- 1964 Noites Brancas, de Dostoievski, com adaptação de Bertha Zemmel
- 1966 Manhãs de Sol, de Oduvaldo Vianna
- 1967 O Milagre de Annie Sullivan, de William Gibson
- 1971 Senhora, de José de Alencar, adaptação de Sérgio Viotti
- 1977 O Poeta da Vila e Seus Amores, de Plínio Marcos
- 1979 A Falecida, de Nelson Rodrigues
- 1983 Ó Abre Alas, de Maria Adelaide Amaral
- 1985 O Rei do Riso, de Luis Alberto de Abreu
- 1986 Muito Barulho por Nada, de William Shakespeare
- 1987 Feitiço, de Oduvaldo Vianna
- 1988 Onde Canta o Sabiá, de Gastão Trojeiro
- 1989 Confusão na Cidade, de Carlo Goldoni
- 1993 O Tipo Brasileiro, de França Junior
- 1993 A Árvore que Andava, espetáculo infantil de Oscar Von Pfhul

## Terceira fase: outros diretores
A partir da aposentadoria de Osmar Rodrigues Cruz, o SESI convidou uma comissão de profissionais encarregados de formar uma espécie de curadoria para produção de espetáculos no teatro, encerrando as atividades da companhia e não mais procurando os industriários como seu público alvo.
Nesta fase foram convidados diretores dos mais variados estilos e para os mais variados gostos, com o objetivo de oferecer um painel da contemporânea criação teatral. A fase se estendeu desde 1993 até 1998 (aproximadamente), quando o SESI financiava e gerenciava as produções sob a coordenação de vários profissionais, entre eles o diretor Francisco Medeiros e a diretora Maria Lúcia Pereira.
Passam pelo palco do SESI encenadores que vão desde os veteranos Antônio Abujamra e Cacá Rosset, até os então novatos Gabriel Vilela, Bia Lessa e Ulysses Cruz. Esta fase estendeu-se até o final dos anos 90. Nesta época os elencos eram contratados para cada montagem, mantendo-se vínculo empregatício com a instituição apenas durante a montagem e exibição. A cada nova montagem eram selecionados novos atores.

## Quarta fase: produções independentes
A partir de 1998/99, o SESI dissolveu seu departamento de produção e passou a contratar produções independentes por meio de edital, sem estabelecer qualquer vínculo empregatício.

## Local das encenações
Está situado no prédio da FIESP na Avenida Paulista, na cidade de São Paulo, inaugurada em 1977.
Foi utilizado desde o ano de 1977. Com a aposentadoria de seu principal encenador Osmar Rodrigues Cruz e diretor do departamento de teatro do SESI, assim como da companhia de teatro popular, o local recebeu o nome de Teatro Popular do Sesi Osmar Rodrigues Cruz.
Situado no prédio da FIESP pertence atualmente ao seu centro cultural, contando com galeria de arte e mezanino, recebendo exposições, performances e palestras.